# Sci alpino al VII Festival olimpico invernale della gioventù europea
Le gare di sci alpino al VII Festival olimpico invernale della gioventù europea si sono svolte dal 24 al 28 gennaio 2005 a Monthey, in Svizzera.
Sono state disputate tre gare maschili, tre gare femminili, per un totale di 6 gare.

## Podi

### Ragazzi
| Evento         | Oro               | Argento           | Bronzo         |
| Slalom         | Bernhard Graf     | Matic Skube       | Lukas Karlen   |
| Slalom gigante | Niko Hermanen     | Hagen Patscheider | Matic Skube    |
| Super G        | John Reidar Steen | Yoan Jaquet       | Mauro Caviezel |

### Ragazze
| Evento         | Oro              | Argento          | Bronzo         |
| Slalom         | Laura Gruber     | Camilla Borsotti | Anna Fenninger |
| Slalom gigante | Eva-Maria Brem   | Camilla Borsotti | Aude Aguilaniu |
| Super G        | Camilla Borsotti | Eva-Maria Brem   | Anna Fenninger |